# Defendiendo lo indefendible
Defendiendo lo indefendible es un libro de Walter Block, publicado en 1976, en que defiende oficios que la sabiduría convencional identifica como indeseables. En su libro, Block defiende a proxenetas, traficantes de drogas, chantajistas, policías corruptos y usureros como "héroes económicos". El libro aboga por la aplicación del principio de no agresión del libertarismo también en casos impopulares y apoya la privatización de todos los servicios públicos. Publicado en inglés, ha sido traducido al chino, español, francés, holandés, italiano, portugués y rumano.
Friedrich Hayek comentó sobre este libro de Walter Block: "Adentrarme en Defendiendo lo indefendible me hizo sentir como si me sometiera de nuevo a la terapia de choque con la cual Ludwig von Mises, hace más de cincuenta años, me hizo un ferviente partidario del mercado libre. Incluso ahora me muestro incrédulo en algunas ocasiones y pienso “Walter está llegando demasiado lejos”, pero al final caigo en la cuenta de que tiene razón. Algunos lo encontrarán una medicina un tanto fuerte, pero les hará bien pese a su sabor amargo. Un verdadero entendimiento de la economía exige el desengaño de muchos profundos prejuicios e ilusiones. Las falacias populares en lo que concierne a economía, suelen expresarse en forma de prejuicios infundados contra otros oficios, y, al mostrar la falsedad de esos estereotipos, Walter está haciendo un gran servicio, pese a que no vaya a aumentar su popularidad entre la mayoría."
La edición impresa en español de Defendiendo lo indefendible apareció en 2012, de la mano de Editorial Innisfree, que también publicó posteriormente Defendiendo lo Indefendible II.